# Pašije

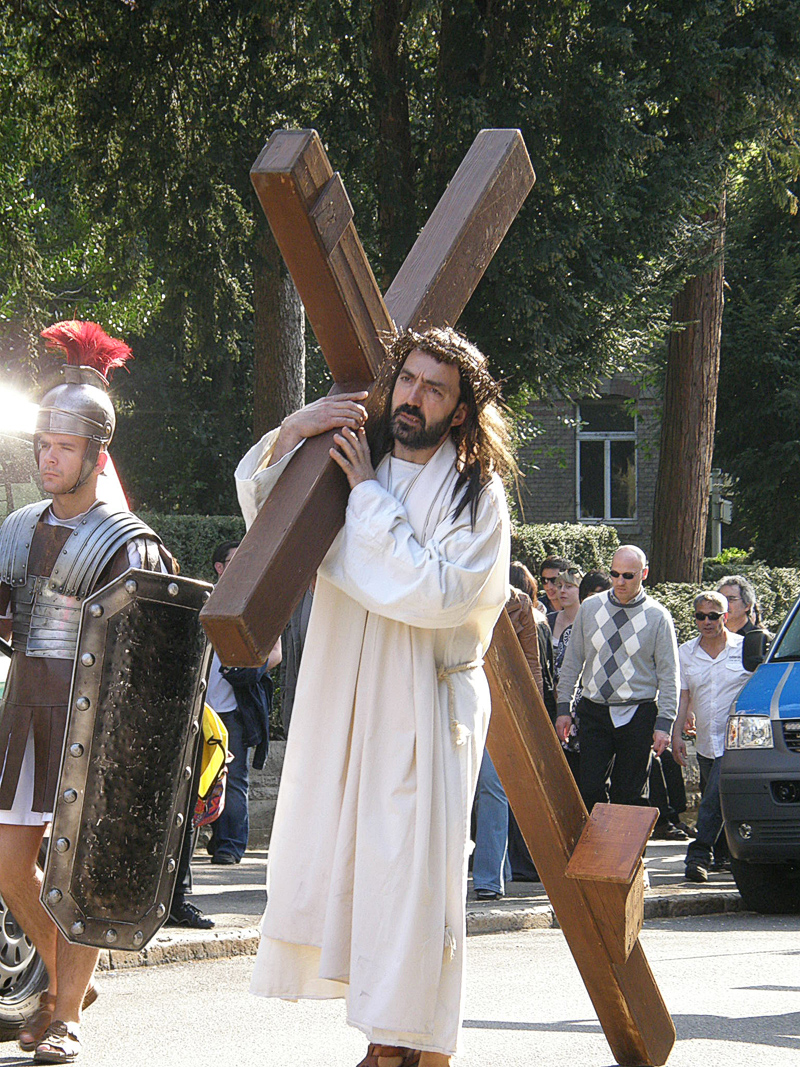
Ježíš nesoucí svůj kříž, pašijové hry, Německo

Pašije (z lat. passio – „utrpení“) je v původním významu vyprávění o utrpení a smrti Ježíše Krista. Označují se tak buď přímo evangelní vyprávění nebo příběhy, dramatické hry, liturgická čtení či hudební skladby, které se jimi inspirují a toto téma zpracovávají. Název pochází z prvního slova při předčítání či zpěvu evangelních pasáží při liturgii (Passio Domini nostri Iesu Christi secundum… „Utrpení našeho Pána Ježíše Krista podle…“).

## Pašijové vyprávění
Pašijová vyprávění tvoří více či méně zřetelně oddělenou část kanonických evangelií, která předchází závěrečné části o vzkříšení. Patrný je zájem tvůrců evangelií i tradice, z níž čerpali, na detailním popisu posledních událostí Ježíšova života, jak vyplývá ze srovnání délky a podrobnosti první části, věnované Ježíšovu životu, a části druhé, tj. pašijí. Ve všech evangeliích jsou pašijová vyprávění plna starozákonních citací a teologických interpretací, které představují Krista jako (předpovězeného) trpícího Božího služebníka, který svým utrpením naplňuje Písma. Kanonická zpracování této necelý den trvající epizody byla časem doplněna o množství výkladů, souvislostí i legendárních doplňků.

### Předcházející události

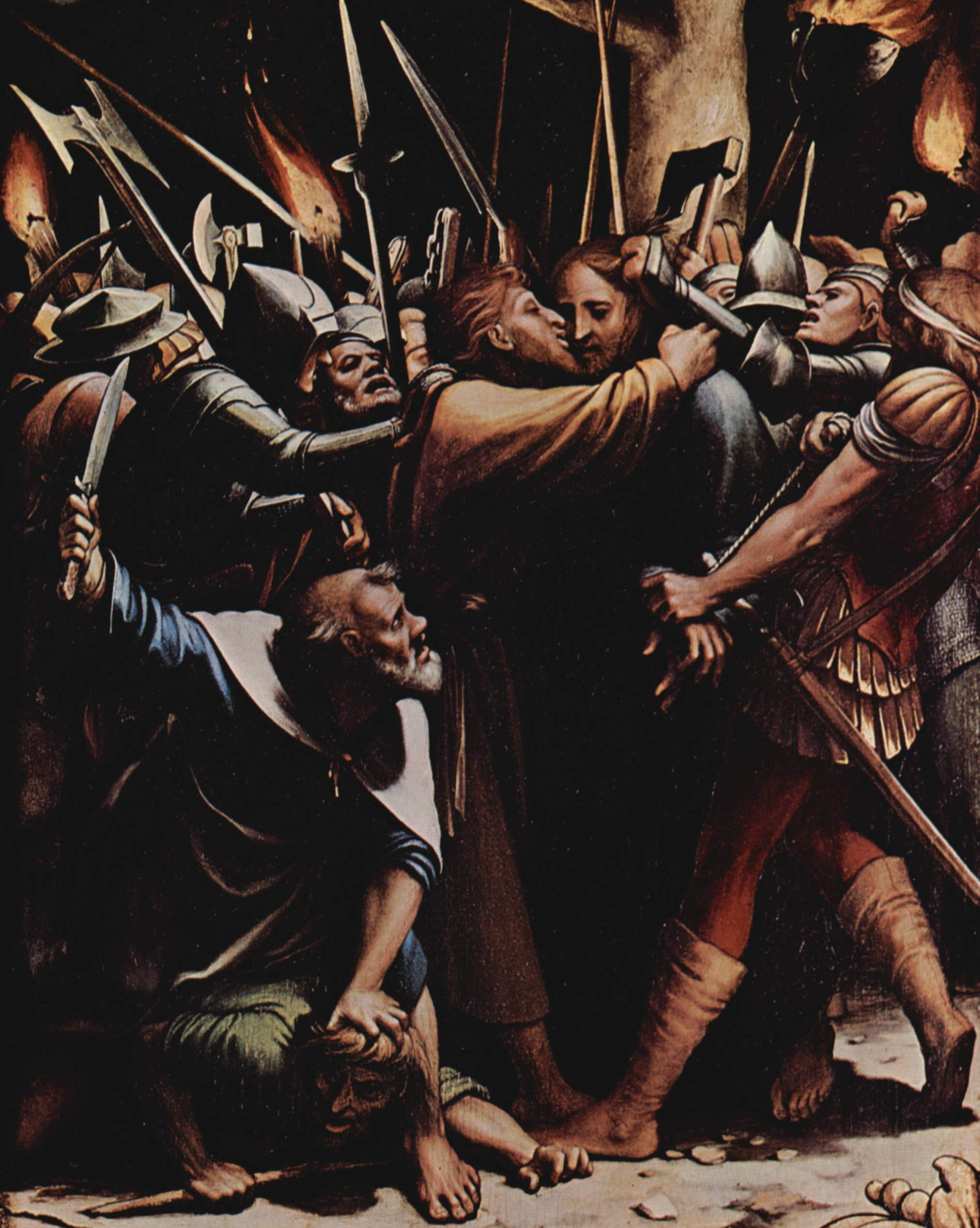
Ježíšovo zatčení (Hans Holbein ml.)

Líčení evangelií začíná událostmi, při kterých Ježíš předjímá svůj osud a připravuje se na něj. Ve čtvrtek večer slaví s apoštoly svátek nekvašených chlebů a večeří beránka, svou poslední večeři. Pak se s nimi odebírá do Getsemanské zahrady, kde se modlí, zatímco apoštolové usínají.

### Soud

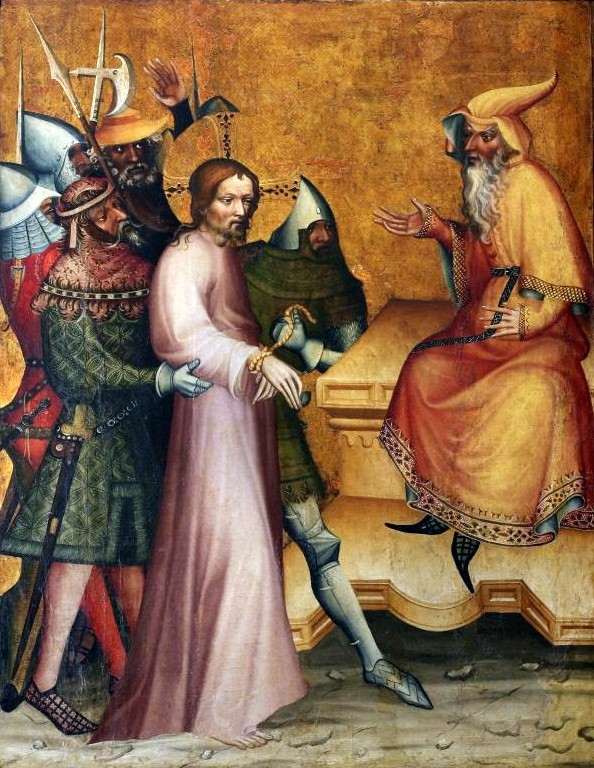
Kristus před Pilátem (Mistr Třeboňského oltáře)

Do zahrady přijdou vojáci a vyslanci kněží a zatknou Ježíše, kterého jim za úplatu označí apoštol Jidáš Iškariotský. Ježíše odvedou do domu velekněze Kaifáše, který jej odsoudí pro rouhání, když přisvědčí na otázku, zda je Mesiáš. Ježíš je ráno předán světské spravedlnosti a předveden před Piláta Pontského, římského správce provincie Judey. Ježíš zde čelí obvinění, že se označuje za krále Židů. Pilát Ježíše neuzná za vinného, respektive jej chce amnestovat s ohledem na svátky, ale dav podnícený kněžími si vynutí rozsudek ukřižováním. Podle Lukášova evangelia jej jakožto Galilejce v průběhu líčení předá jejímu vládci Herodovi (dle pozdější tradice Antipasovi), ten jej však vrátí Pilátovi bez rozsudku.

### Cesta na Golgotu

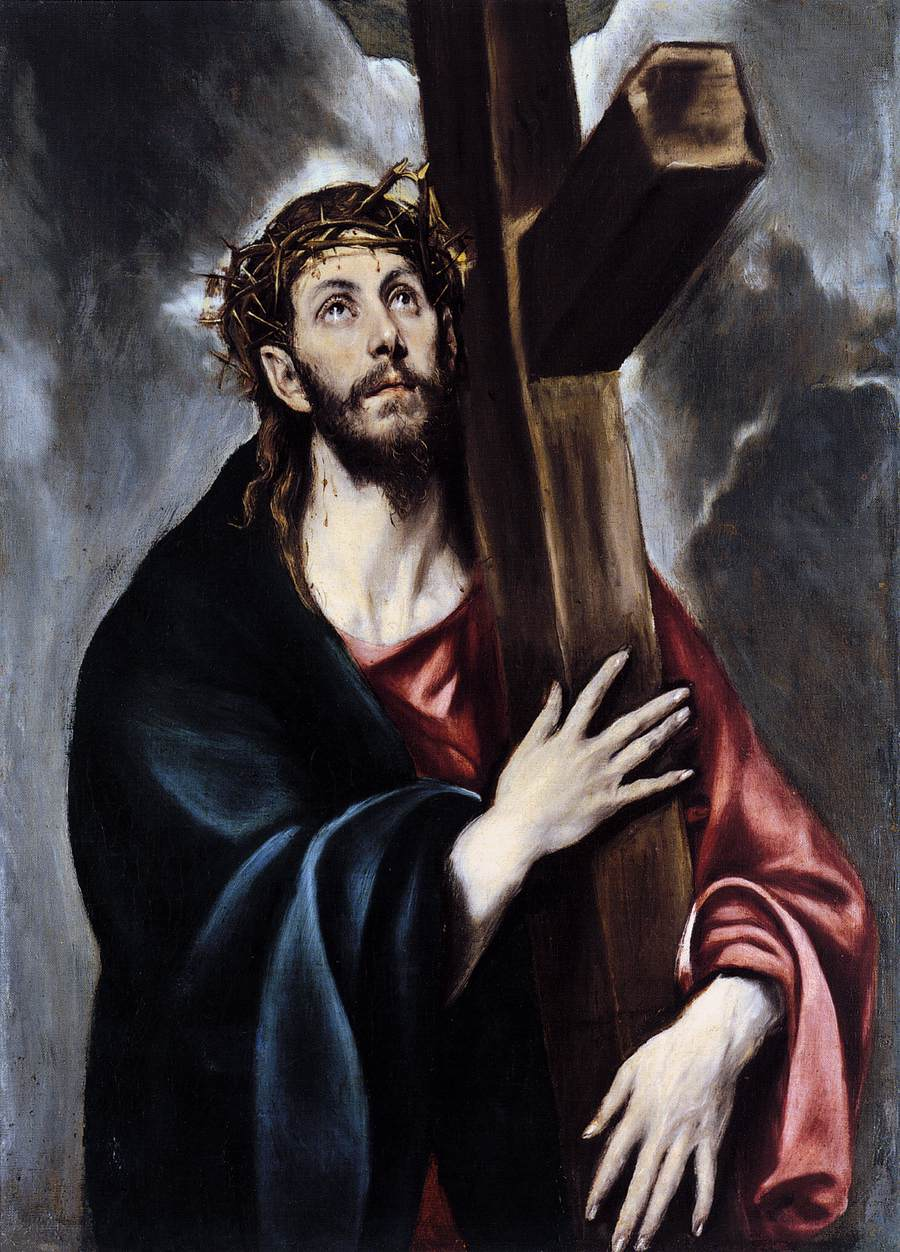
Kristus nese Kříž (El Greco)

Po rozsudku je Ježíš bičován, je mu nasazena trnová koruna a nachový plášť, a je zesměšňován jako falešný král; Pilát jej ukáže davu se slovy hle člověk. Cesta na popraviště je líčena stručně, kříž nese Ježíš a Šimon z Kyrény. Pozdější tradice doplnila nesení kříže o nekanonické prvky jako setkání s matkou nebo svatou Veronikou a podle údajné trasy cesty po Via Dolorosa. Tyto prvky tvoří větší část zastavení křížové cesty.

### Ukřižování

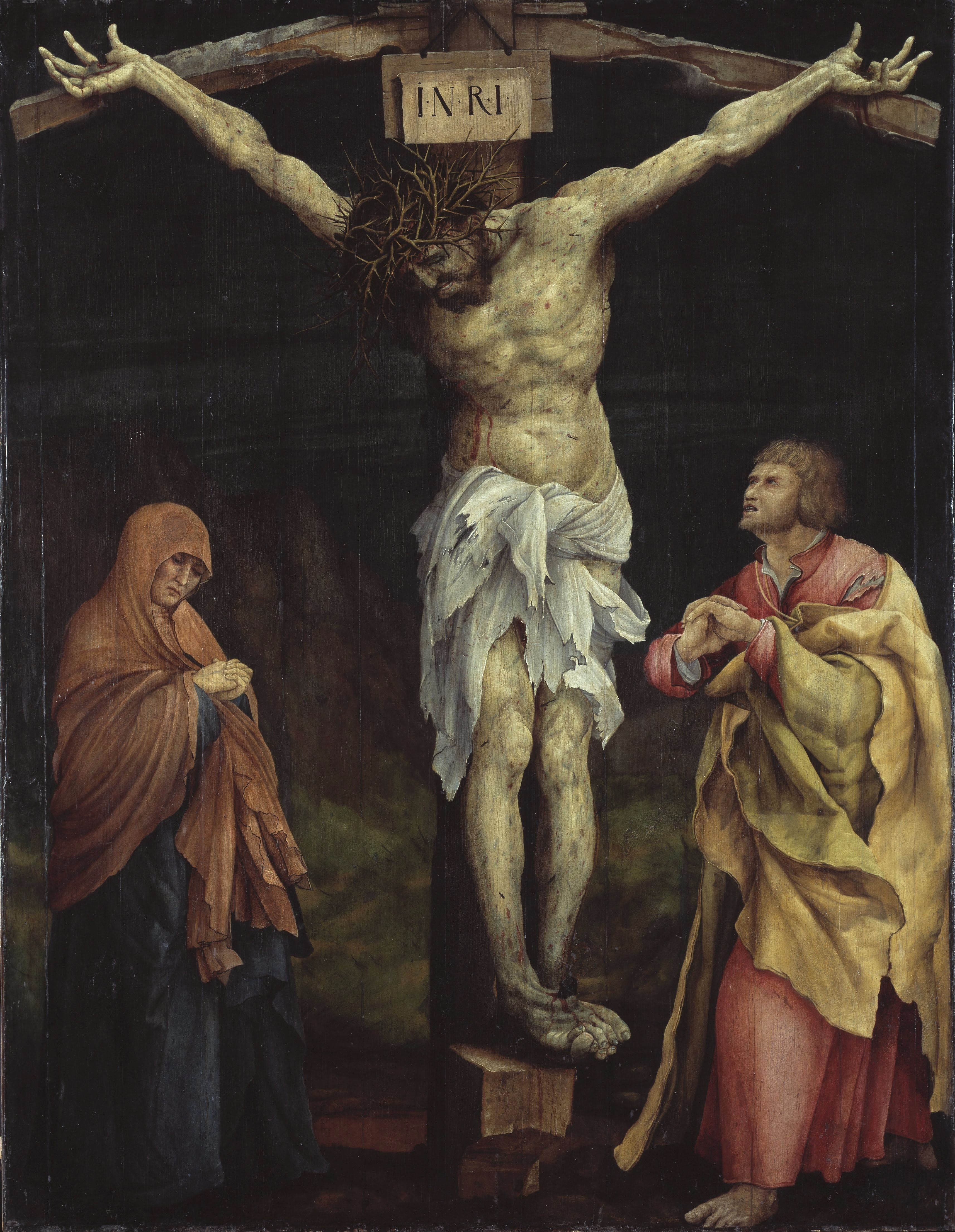
Ukřižovaný Kristus (Grünewald)

Ježíš je ukřižován na vrchu zvaném Golgota (Lebka). Na kříž je připevněna cedule Židovský král a je opět zesměšňován. Spolu s Ježíšem jsou ukřižováni ještě dva zločinci, z nichž jeden se rouhá a druhý se Ježíše zastane. Vojáci hrají kostky o Ježíšův plášť a dávají mu napít z houby napuštěné octem. Opodál stojí Marie, Ježíšova matka s příbuznou Marií Kleofášovou a Marie Magdaléna (tři Marie), Salome a milovaný učedník (ztotožňovaný s Janem). Poté, co se objeví znamení (zatmění nebe, zemětřesení apod.), Ježíš skoná a setník jej označí za skutečného Božího syna. Na to voják probodne kopím Ježíšův bok a konstatuje smrt.

### Sejmutí a vzkříšení

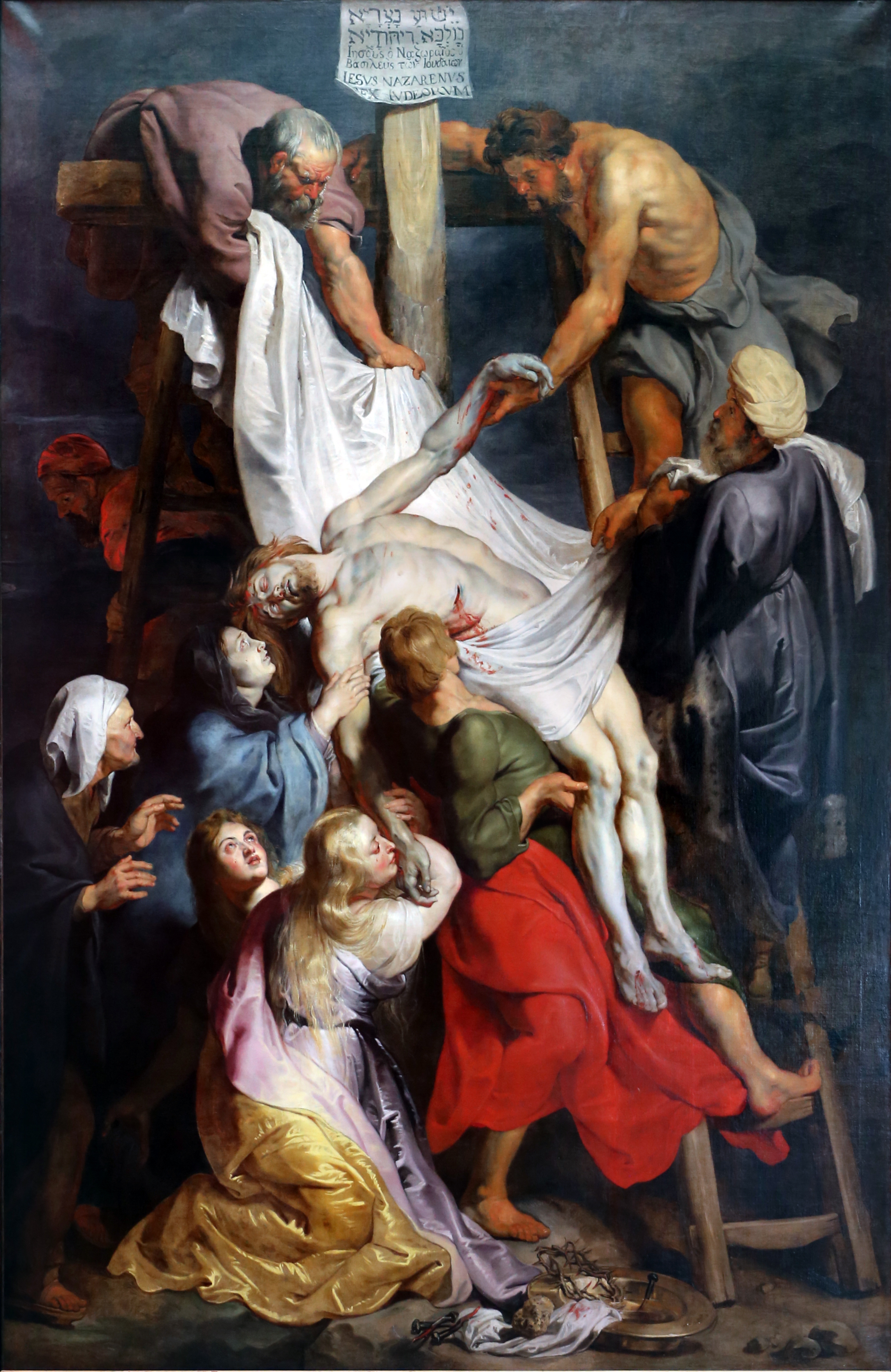
Snímání z Kříže (Rubens)

Následné události již nejsou součástí utrpení Krista, ale protože bezprostředně navazují a těsně souvisí, bývají někdy součástí pašijového cyklu. Ježíšovo tělo si od Piláta vyžádá zámožný Josef Arimatejský, jeho tajný příznivec. Tělo je sejmuto z kříže a protože nelze provést pohřeb kvůli nastávajícímu šabatu, je uloženo do prázdného hrobu, který je zavalen těžkým kamenem. Když po svátku v neděli ráno přijdou ženy tělo připravit, hrob je prázdný, protože Ježíš třetí den vstal z mrtvých.

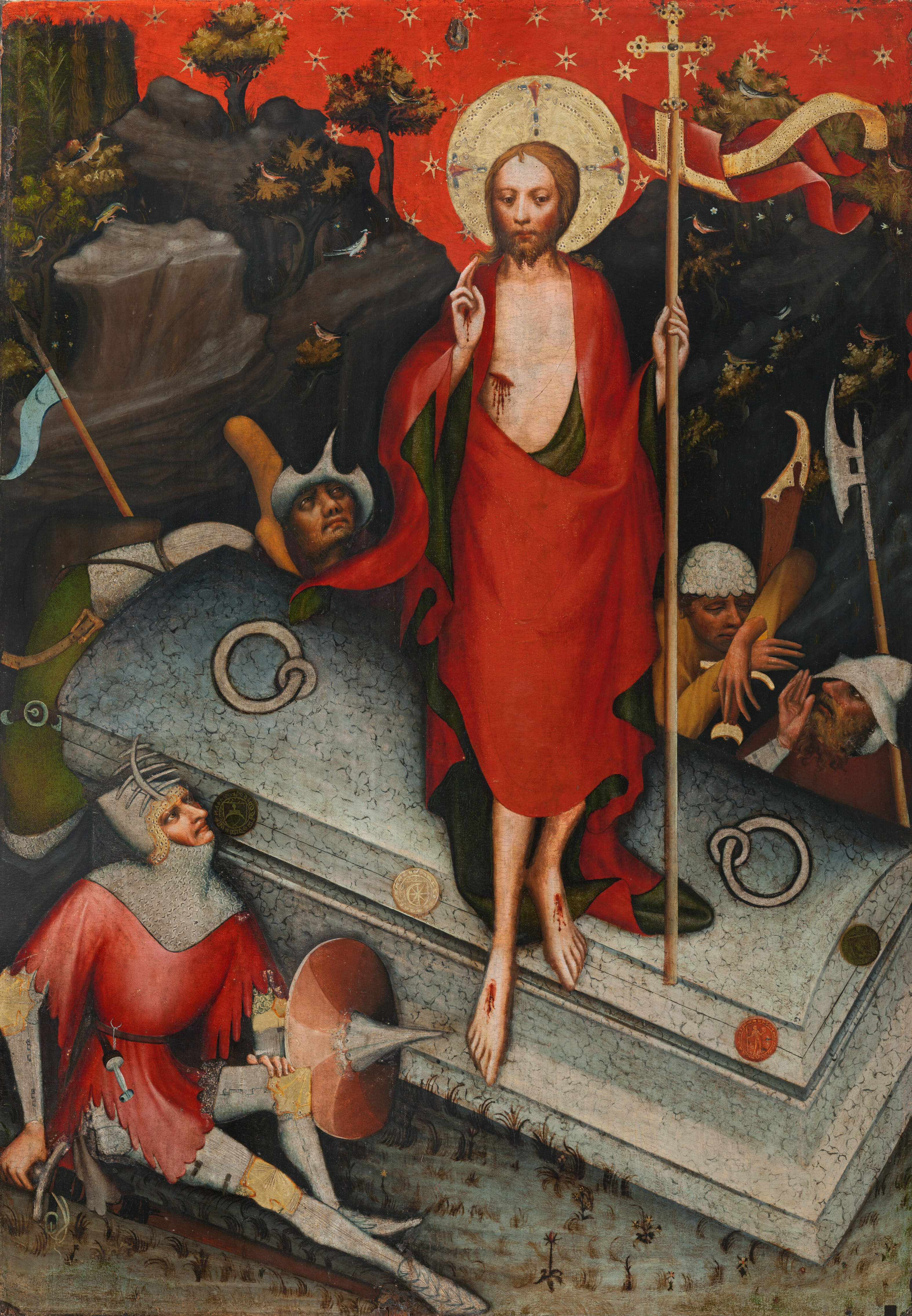
Mistr Třeboňského oltáře, Zmrtvýchvstání Krista (1380)

## Pašije v liturgii
V římském ritu se pašije (tj. úryvky z evangelií o utrpení Krista) čtou dva dny v roce. Na Květnou neděli se podle ročního cyklu čtou pašije z jednoho ze synoptických evangelií, zatímco na Velký pátek se čtou Janovy pašije. Obvykle nemají formu pouhého předčítání knězem jako při čtení evangelia v ostatních dnech roku, ale jsou částečně dramaticky ztvárňovány. Většinou je čtou tři lidé, kteří mají rozdělené role (Kristus, vypravěč a ostatní postavy), nebo jsou v tomto rozdělení zpívány. Někdy se při zpěvu zapojuje i sbor, který dostává roli lidu.

## Pašije v hudbě
Pašijemi se v hudbě označuje ta skladba, která zpracovává doslovný či parafrázovaný evangelijní text o utrpení Ježíše Krista. Podle toho, kterým evangeliem se řídí, se rozlišují Matoušovy, Markovy, Lukášovy či Janovy pašije. Všechna čtyři pašijová vyprávění zpracoval například Johann Sebastian Bach (Matoušovy pašije), inspiraci v nich nalezl i Bohuslav Martinů (Řecké pašije).
Česká undergroundová kapela Plastic People of the Universe také zpracovala Pašijové hry v roce 1978.

## Pašijové hry
Divadelní představení. Jejich největší rozvoj spadá do 14.–15. století ve městech, jejich popularita se nejdéle udržela na venkově, kde se postupně staly tradicí. Dodnes živé jsou např. v německém Oberammergau.
V Česku tradice pašijových her stále žije v Hořicích na Šumavě. První písemné doložení Hořických pašijových her se datuje k roku 1816. V roce 1893 byla pro pašijové hry postavena nová divadelní budova a v prvních dvou letech navštívilo představení 80 tisíc návštěvníků. Mezi hosty byli také členové císařské rodiny, členové předních šlechtických rodů, vysocí církevní hodnostáři a další významné osobnosti. V roce 1897 zde američtí filmaři natočili Hořický pašijový film, první hraný film natočený na území dnešní České republiky. Pašijové hry se konají každý rok v letních měsících v hořickém přírodním amfiteátru.
Známá je také pašijová hra Co se stalo s Ježíšem, která se hraje každý rok v úterý svatého týdnu ve Žďáru nad Sázavou.